# Малюков, Николай Дмитриевич
Никола́й Дми́триевич Малюков (? — 1918) — участник Гражданский войны и революционных событий на Алтае, один из руководителей обороны Барнаула.
Прапорщик запасного полка в Барнауле. В 1918 г. председатель гарнизонного комитета, затем — Совета солдатских депутатов. Руководил обучением отрядов барнаульской Красной гвардии. Талантливый оратор, часто выступал на митингах, вёл агитацию за передачу власти Советам.
В 1-й половине 1918 года — комиссар по продовольствию, председатель губисполкома.
Во время восстания Чехословацкого корпуса в мае 1918 года пытался организовать оборону Барнаула. 15 июня 1918 года арестован и в тот же день публично расстрелян без суда и следствия.

## Память
Имя Малюкова носит улица в Нагорной части Барнаула.